# 白翅黑海番鸭
，是雁形目鸭科的一种鸟类。

## 特征
白翅黑海番鸭体重约1800.17克，翼长约270毫米，嘴峰长约46.8毫米，喙宽度约27.2毫米，喙厚度约14.7毫米，跗蹠长约42.8毫米，尾长约76.5毫米。白翅黑海番鸭是候鸟，其栖息在开放的湖泊、沼泽等湿地环境中，食性为肉食性，主要食物来源是水生动物。

## 分布
北美洲北部；越冬于美国南部沿海地区。